# Marlene Lewis
Marlene Lewis (Jamaica, 4 oktober 1962) is een voormalig atlete uit Jamaica.
Op de Olympische Zomerspelen van Los Angeles in 1984 nam Lewis voor Jamaica deel aan het onderdeel discuswerpen.
Met een worp van 49,26 meter kwam ze niet voorbij de kwalificatieronde.

## Persoonlijk record
| Onderdeel    | Resultaat | Jaar |
| ------------ | --------- | ---- |
| Discuswerpen | 53,58     | 1986 |